# Euphranta variabilis
Euphranta variabilis är en tvåvingeart som först beskrevs av Kertesz 1901.  Euphranta variabilis ingår i släktet Euphranta och familjen borrflugor. Inga underarter finns listade i Catalogue of Life.